# Sami Frey
Sami Frey (Paris, 13 de outubro de 1937) é um ator francês.

## Biografia
Sami nasceu no dia 13 de outubro de 1937 em Paris, França. É filho de Mendel Frei e Perla Wolf, judeus poloneses que imigraram para a França. Ele tinha 2 anos quando seu pai morreu aos 27 anos em 1939. Em 14 de setembro de 1942, sua mãe foi presa e deportada para Auschwitz, onde provavelmente acabou morrendo. Após a prisão de sua mãe, Sami Frey viveu com parte de sua família sob uma identidade falsa em Saint-Avit-les-Guespières em Eure-et-Loir, na casa do zelador do castelo onde os alemães se instalaram. Ele frequentava a escola na aldeia vizinha de Saint-Denis-les-Ponts.
Anos depois, já como aluno do Cours Simon, uma das mais tradicionais escolas de teatro da França, Sami conseguiu um papel importante em La Vérité em 1960, filme muito aguardado de Henri-Georges Clouzot que acabou alavancando sua carreira como ator ao contracenar com Brigitte Bardot.
Nos anos seguintes, participou de outros filmes notáveis como Cléo de 5 à 7 de Agnès Varda, Bande à part de Jean-Luc Godard e César et Rosalie de Claude Sautet.
Entre 1966 e 1968, participou em vários espetáculos encenados no Théâtre Antoine por Claude Régy, e contribuiu para a revelação em França do teatro inglês contemporâneo, protagonizado por Harold Pinter.

## Vida pessoal
Na sequência do filme La Vérité em 1960, Sami Frey deixou sua companheira, a atriz Pascale Audret, irmã do cantor Hugues Aufray, para viver um romance com Brigitte Bardot, que era casada na época com Jacques Charrier.
Ele foi posteriormente companheiro da atriz Delphine Seyrig.